# Adept
Adept Manager er en grafisk brugerflade til Advanced Packaging Tool designet til KDE. Den udvikles af Peter Ročkai, og støttes af Canonical Ltd. gennem Kubuntu, hvor den afløste Kynaptic som pakkehåndteringsprogram.

## Egenskaber
Blandt Adept's egenskaber er:
- Hentning og installation af software fra arkiver
- Afinstallation af software
- Opdatering af software og operativsystem